# Zorea Truda, Odesa
Zorea Truda (în ucraineană Зоря Труда) este un sat în comuna Vîzîrka din raionul Odesa, regiunea Odesa, Ucraina.

## Demografie
Componența lingvistică a localității Zorea Truda
     Ucraineană (86,11%)
     Rusă (13,49%)
     Alte limbi (0,4%)
Conform recensământului din 2001, majoritatea populației localității Zorea Truda era vorbitoare de ucraineană (86,11%), existând în minoritate și vorbitori de rusă (13,49%).